# Mausoléu Samânida
O Mausoléu Samânida está localizado em um parque nos arredores do centro histórico de Bukhara, no Uzbequistão. O mausoléu é considerado uma das obras mais conceituadas da arquitetura da Ásia Central e foi construído entre 892 e 943 d.C como o lugar de descanso de Ismail Samani - um poderoso e influente emir da dinastia Samanídea, um dos últimos Dinastias persas que governaram na Ásia Central nos séculos IX e X, depois que os samanidas estabeleceram independência virtual do califado abássida em Bagdá. Além de Ismail Samani, o mausoléu também abriga os restos de seu pai, Ahmed e seu sobrinho Nasr, assim como os restos de outros membros da dinastia Samânida.

## Significado
O fato de que a lei religiosa do islã sunita ortodoxo proíbe estritamente a construção de mausoléus sobre locais de sepultamento enfatiza a importância do mausoléu samanídico, que é o monumento mais antigo da arquitetura islâmica na Ásia Central e o único monumento que sobreviveu desde a época da Dinastia Samanida. O mausoléu de Samanid pode ser um dos primeiros desvios dessa restrição religiosa ortodoxa na história da arquitetura islâmica.O santuário é considerado um dos monumentos mais antigos da região de Bukhara - na época da invasão de Genghis Khan, o santuário teria sido enterrado na lama devido a inundações. Assim, quando as hordas mongóis chegaram a Bukhara, o santuário foi poupado de sua destruição. O local só foi redescoberto em 1934 pelo arqueólogo soviético V.A. Shishkin, e precisou de dois anos para a escavação.
O santuário foi considerado sagrado pelos moradores locais, e os peregrinos colocariam dilemas e perguntas a um mullah que responderia atrás de um muro para preservar o anonimato dos peticionários. O santuário já foi a peça central de um vasto cemitério onde até mesmo os antigos emires de Bukhara foram enterrados.Durante a era soviética, o cemitério local foi pavimentado e um parque de diversões foi construído imediatamente adjacente ao santuário que ainda está em funcionamento. Um parque também foi construído para cercar completamente o santuário.

## Arquitetura
O monumento marca uma nova era no desenvolvimento da arquitetura persa e da Ásia Central, que foi revivida após a conquista árabe da região. A estrutura geral é semelhante aos antigos templos de fogo persa, comumente conhecidos como chartaqi em persa. 

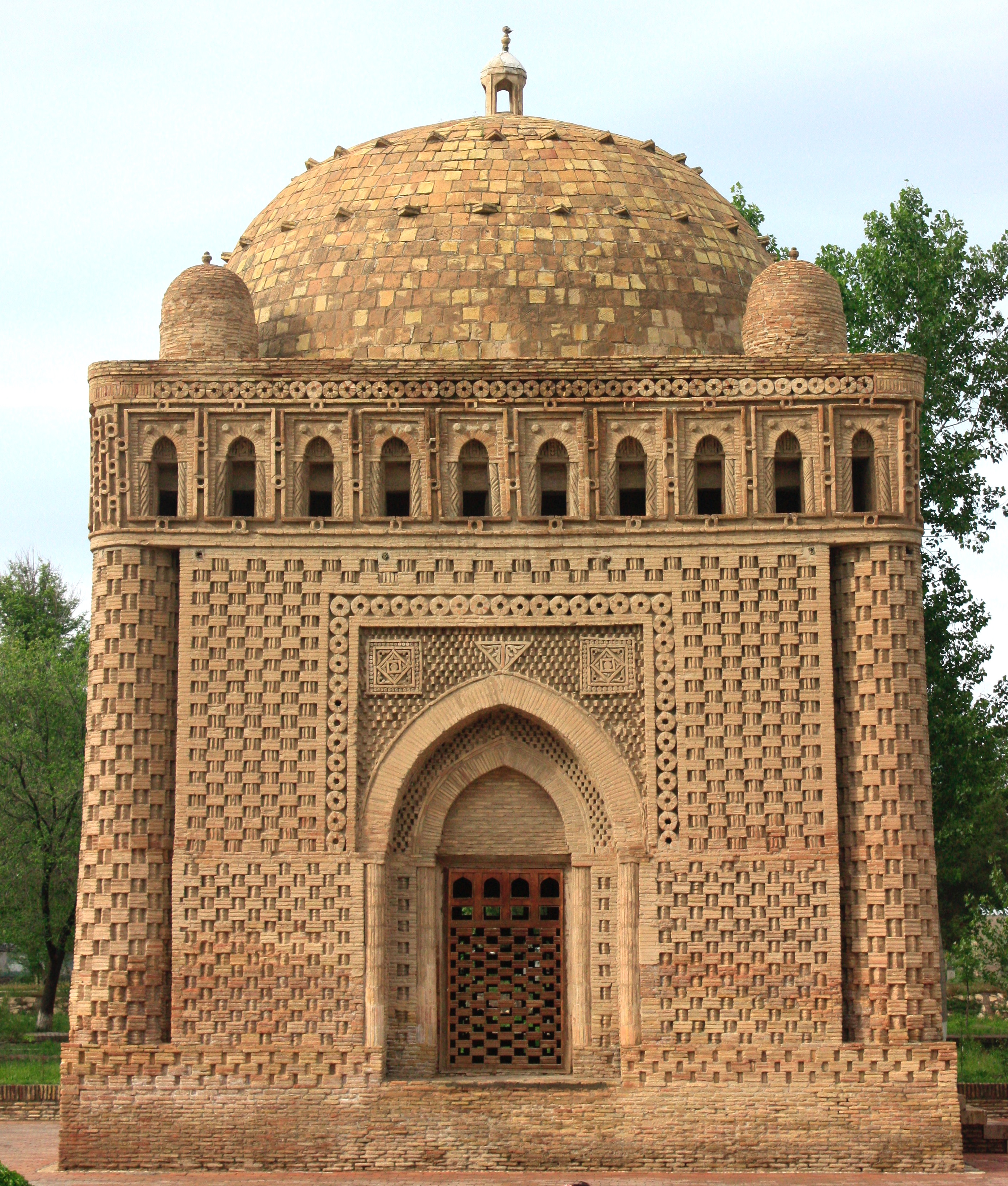
Vista do monumento

Os arquitetos continuaram a usar uma antiga tradição de construção de tijolos cozidos, mas com um padrão muito mais alto do que o que já havia sido visto antes. O local é único por seu estilo arquitetônico que combina motivos Zoroastrianos das culturas Sogdianas e Sassânidas nativas, bem como motivos islâmicos introduzidos da Arábia e da Pérsia.A fachada do edifício é coberta por obras de tijolos intricadamente decorados, que apresentam padrões circulares que lembram o sol - uma imagem comum na arte zoroastriana da região na época que lembra o deus zoroastriano, Ahura Mazda, que é tipicamente representado pelo fogo e leve. A forma do edifício é cubóide, e lembra a Caaba em Meca, enquanto os contrafortes de canto pesados são derivados dos estilos arquitetônicos Sogdianos. O estilo sincrético do santuário é reflexo dos séculos IX e X - uma época em que a região ainda tinha grandes populações de zoroastristas que começaram a se converter ao islamismo naquela época.A altura do santuário é de aproximadamente 35 pés, com quatro fachadas de design idêntico que inclinam suavemente para dentro com o aumento da altura. Os engenheiros de arquitetura do prédio incluíam quatro arcos internos para apoio, nos quais a cúpula é colocada. O projeto de "quatro arcos" do edifício foi adotado para uso em vários santuários em toda a Ásia Central. No topo de cada lado do santuário há dez pequenas janelas que fornecem ventilação para a parte interior do mausoléu.